# Ypsilandra
Ypsilandra é um género botânico pertencente à família Melanthiaceae.